# Pinang Sebatang Timur
Pinang Sebatang Timur is een bestuurslaag in het regentschap Siak van de provincie Riau, Indonesië. Pinang Sebatang Timur telt 8573 inwoners (volkstelling 2010).